# 체르멘 발리에브
체르멘 발리에브(알바니아어: Chermen Valiev, 1998년 12월 10일~) 또는 체르멘 아흐사르베코비치 발리예프(러시아어: Чермен Ахсарбекович Вали́ев)는 러시아 출신 알바니아의 레슬링 선수이다. 알바니아 국가대표로 출전한 2024년 하계 올림픽 남자 자유형 웰터급에서 동메달을 획득했다.